# Konstantin Dżusojew
Konstantin Hasanowicz Dżusojew (ros. Конста́нтин Хаса́нович Джуссо́ев; ur. 23 listopada 1967) – osetyjski polityk i przedsiębiorca, od 20 czerwca 2022 premier Osetii Południowej.

## Życiorys
W 1989 ukończył studia ze specjalnością w obróbce metali w filii Gruzińskiego Uniwersytetu Technicznego w Cchinwali. Następnie od 1993 do 2011 był dyrektorem firmy budowlanej „Prilicznyj”, natomiast od 2011 kierował przedsiębiorstwem „Megapolis”. W czerwcu 2022 wskazany przez prezydenta Alana Gaglojewa jako kandydat na szefa rządu. Zatwierdzony na tym stanowisku 20 czerwca 2022.